# Albina Xaguimuràtova
Albina Anvàrovna Xagimuràtova rus: Альбина Анваровна Шагимуратова (nascuda el 17 d'octubre de 1979 a Taixkent) - és una cantant d'òpera russa (coloratura soprano), guanyadora del Concurs Internacional P. I. Txaikovski, Artista Popular de la República del Tatarstan i Artista Meritòria de la Federació de Rússia (2017). El 2005 quedà tercera en el Concurs Internacional de Cant Francesc Viñas, en la categoria femenina, per darrere de Serena Daolio i Kari Sundan.

## Educació i inici de l'activitat creativa
Albina Xaguimuràtova es va graduar a la facultat de cant del Conservatori de Kazan (2004) i a l'escola de postgrau (2007) del Conservatori de Moscou. Obtingué una brillant victòria en el Concurs Internacional P. I. Txaikovski el 2007 (Primer Premi i Medalla d'Or). Va atreure l'atenció de la comunitat mundial de l'òpera i ja el 2008 Xagimuràtova va ser convidada al Festival de Salzburg per interpretar el paper de la Reina de la Nit en l'òpera de Mozart La flauta màgica, dirigida pel famós mestre Riccardo Muti.
Albina Xagimuràtova és llicenciada en honor de l'estudi de la Houston Grand Opera. Actualment, continua estudiant a les classes de Dmitri Vdovin a Moscou i Renata Scotto a Nova York.

## Carrera
De 2004 a 2006 fou solista del Teatre acadèmic musical de Moscou. De 2006 a 2008 va estudiar a la Houston Gran Opera (Estats Units). Des del 2008 és solista del Teatre de l'Òpera i Ballet del Tatarstan.
Després del debut triomfal a Salzburg,les principals places operístiques del món van començar a mostrar interès per la jove cantant. Com a solista, Albina Xaguimuràtova ha actuat als següents escenaris: La Scala (Milà), el Metropolitan Opera (Nova York), l'Òpera de Los Angeles, la San Francisco Opera, l'Òpera de Chicago, Covent Garden (Londres),l'Òpera de Viena, la Houston Grand Opera, la Deutsche Oper Berlin o al festival de Glyndebourne a Anglaterra. La temporada 2011-2012 va actuar al Gran Teatre del Liceu de Barcelona amb l'Orquestra Simfònica de Barcelona i Nacional de Catalunya, per interpretar el paper protagonista a La flauta màgica.
La vida creativa de la cantant es va enriquir amb la col·laboració amb personatges tan famosos com James Conlon, Zubin Mehta, Patrick Summers, Rafael Frühbeck de Burgos, Peter Schneider, Ádám Fischer, Vladimir Jurowski, Antonino Fogliani, Robin Ticciati, Valeri Guérguiev i Vladímir Spivakov.

## Repertori
- Semiramide, Semiramide
- Die Zauberflöte, Reina de la nit
- Lucia di Lammermoor, Lucia
- Die Entführung aus dem Serail, Konstanze
- La traviata, Violetta
- Mitridate, re di Ponto, Aspasia